# World Team Challenge 2017
World Team Challenge 2017 (oficjalnie Joka Classic Biathlon World Team Challenge auf Schalke 2017) – szesnasta edycja pokazowych zawodów biathlonowych, które rozegrano 28 grudnia 2017 roku na obiekcie biathlonowym Veltins-Arena w Gelsenkirchen. Zawody składały się z dwóch konkurencji: biegu masowego i biegu pościgowego; w obu zwyciężył rosyjski duet Jekatierina Jurłowa–Aleksiej Wołkow. Zawody oglądało 45 296 widzów.

## Wyniki
Źródło:.

### Bieg masowy
| Poz. | Nazwisko                              | Reprezentacja    | Czas [min.] (+kara) |
| ---- | ------------------------------------- | ---------------- | ------------------- |
| 1.   | Jekatierina Jurłowa / Aleksiej Wołkow | Rosja            | 33:29,8 (+3)        |
| 2.   | Eva Puskarčíková / Ondřej Moravec     | Czechy           | +9,2 (+4)           |
| 3.   | Anaïs Bescond / Emilien Jacquelin     | Francja          | +9,7 (+6)           |
| 4.   | Lisa Hauser / Julian Eberhard         | Austria          | +10,3 (+7)          |
| 5.   | Franziska Hildebrand / Erik Lesser    | Niemcy           | +30,8 (+10)         |
| 6.   | Fuyuko Tachizaki / Mikito Tachizaki   | Japonia          | +36,7 (+6)          |
| 7.   | Nadine Horchler / Benedikt Doll       | Niemcy           | +1:22,9 (+9)        |
| 8.   | Rosanna Crawford / Brendan Green      | Kanada           | +1:24,1 (+9)        |
| 9.   | Karin Oberhofer / Dominik Windisch    | Włochy           | +1:40,8 (+7)        |
| 10.  | Julija Dżyma / Michael Rösch          | Ukraina / Belgia | +1:44,7 (+10)       |

### Bieg pościgowy
| Poz. | Nazwisko                                     | Reprezentacja    | Czas [min.] (+kara) |
| ---- | -------------------------------------------- | ---------------- | ------------------- |
| 1.   | Jekatierina Jurłowa-Percht / Aleksiej Wołkow | Rosja            | 33:21,4 (+1)        |
| 2.   | Eva Puskarčíková / Ondřej Moravec            | Czechy           | +24,0 (+2)          |
| 3.   | Lisa Hauser / Julian Eberhard                | Austria          | +43,5 (+9)          |
| 4.   | Anaïs Bescond / Emilien Jacquelin            | Francja          | +58,4 (+8)          |
| 5.   | Julija Dżyma / Michael Rösch                 | Ukraina / Belgia | +1:13,3 (+4)        |
| 6.   | Franziska Hildebrand / Erik Lesser           | Niemcy           | +1:13,5 (+11)       |
| 7.   | Rosanna Crawford / Brendan Green             | Kanada           | +1:13,7 (+4)        |
| 8.   | Nadine Horchler / Benedikt Doll              | Niemcy           | +1:34,1 (+4)        |
| 9.   | Karin Oberhofer / Dominik Windisch           | Włochy           | +2:00,4 (+6)        |
| 10.  | Fuyuko Tachizaki / Mikito Tachizaki          | Japonia          | +2:08,4 (+9)        |